# Іван Сильвай
Іван Сільвай (літературний псевдонім — Уріїл Метеор;нар. 15 березня 1838, Сусково, Свалявський район, Закарпатська область — пом. 1904) — греко-католицький священник, закарпатський поет і письменник москвофільського напряму.

## Біографія
Народився 15 березня 1838 р. у сім’ї священника Антона Сільвая та Катерини Легези. 
Початкову освіту Іван здобув удома під керівництвом батька. Для подальшої освіти батько найняв учителя Андрія Дудаші.
Батько (Отець Антоній) навчив сина грати на скрипці та флейті. 
У церкві читав «Апостола» та «Вірую», а також замість дяка співав Службу.
У 1846-му восьмирічний Іван вступив до Ужгородської гімназії, досконально знаючи латинську мову. Паралельно розпочав навчання у відомого на той час у місті керівника хору Ужгородського кафедрального греко-католицького собору Костянтина Матезонського, а гру на скрипці відшліфовував в учителя Ерделі.
В 1854 – 1856 рр. закінчив сьомий та восьмий клас у Сатмарській гімназії.
Вчився у Будапештській семінарії. 
17 травня 1862-го Іван Сільвай одружився на доньці дусинського священника Петра Раца.
9 листопада 1862 року дістав ієрейські свячення з рук єпископа Василя Поповича. Перше призначення отримав помічником священника, свого батька, в с. Сусково.
2 березня 1865 р. Сільвая перевели священником у с. Дусино. 
У квітні 1866 повернули в с. Сусково де 3 червня 1868 р. освятили наріжний камінь під спорудження майбутньої церкви. 
До 1880-го  служив у рідному селі.
В січні   1881 Івана Сільвая перевели в Тур’ї-Ремети та призначили благочинним церковного округа.
20 травня 1899-го року - приходський священник у с. Нове Давидково, що на Мукачівщині. 
Помер І. Сільвай 13 лютого 1904 року у селі Нове Давидково, похований біля церкви.

Автор ліричних пісень, балади, поеми («Федор Корьятович»), повісті-сатири («Крайцеровая комедия», «Миллионер»), оповідань. З історико-культурного боку цінною є «Автобіографія» та праця про закарпатські чудотворні ікони «Наши сокровища». Друкувався у місцевих та галицьких москвофільських виданнях. Писав «язичієм».
З дочкою Сильвая був одружений карпатський педагог та освітянець Мураній Іван Іванович.